# 2120-те
2120-те години са третото десетилетие на XXII век, обхващащо периода от 1 януари 2120 г. до 31 декември 2129 година.